# Hjalmar Andersen (fodboldspiller)
Hjalmar Andersen var en dansk fodboldspiller. I sin klubkarriere spillede han i perioden 1921-1925 45 kampe for Frem, med hvem han vandt klubbens første danske mesterskab 1923 efter en 2-1 sejr over AGF.